# Tuchovisjta
Tuchovisjta (bulgariska: Туховища) är ett distrikt i Bulgarien.   Det ligger i kommunen Obsjtina Satovtja och regionen Blagoevgrad, i den sydvästra delen av landet, 150 km söder om huvudstaden Sofia. Tuchovisjta ligger 824 meter över havet och antalet invånare är 815.
Terrängen runt Tuchovisjta är kuperad. Närmaste större samhälle är Kochan, 9,4 km norr om Tuchovisjta.
Trakten runt Tuchovisjta består i huvudsak av gräsmarker. Runt Tuchovisjta är det glesbefolkat, med 9 invånare per kvadratkilometer.